# Olga Peiró
Olgado Bellido Peiró (Elda, 17 de febrero de 1915 - Fallecida en fecha desconocida), conocida artísticamente como Olga Peiró, fue una actriz española que desarrolló su carrera en la segunda mitad del siglo XX, fundamentalmente en el teatro, llegando a representar cerca de un centenar de obras.

## Trayectoria en Teatro
- El ladrón (1940), de Henry Bernstein
- Zape (1940), de Pedro Muñoz Seca
- La jaula (1940), de V. Moragas Roger
- Ella y el duque (1941), de Luis Manzano
- Retazo (1942), de Dario Nicodemi
- Salón de té  (1942), de Luis de Vargas
- Topolino (1942), de Nicolás Navarro y Antonio Paso Díaz
- El susto (1942), de Hermanos Álvarez Quintero
- Pipiola (1942), de Hermanos Álvarez Quintero
- Gastos secretos (1943), de Valentín Moragas Roger
- La chica del gato (1942), de Carlos Arniches
- Haz el favor de morirte (1943), de Antonio Armenteras y Antonio Paso y Cano
- ¡Que viene Justo! (1943), de Enrique Paso y Antonio Paso y Cano
- Oro y marfil (1944), de Antonio Quintero
- Morena Clara (1944), de Antonio Quintero y Pascual Guillén
- La millona (1944), de Enrique Suárez de Deza
- El admirable Crichton (1944), de James M. Barrie
- Tambor y Cascabel (1944), de Hermanos Álvarez Quintero
- Mi hermana Concha (1945), de Antonio Quintero
- Un album abierto (1945), de Cecilia A. Mantua
- Adelaida (1945), de Emilio Vendrell
- Olimpia (1945), de Ferenc Molnar
- El gato y el canario (1945), de John Willard
- Margarita Gautier (1946), de Alejandro Dumas
- ¿Qué da usted por el conde? (1947), de Emilio Sáez Moreno y Antonio Paso y Cano
- Los cuatro Robinsones (1947), de Enrique García Álvarez y Pedro Muñoz Seca
- Me hacen falta tus bacilos (1947), de Manuel Paso Andrés y Antonio Paso
- La república de la broma (1947), de Valentín Benedicto y Manuel Moncayo
- Los sombreros de dos picos (1948), de Claudio de la Torre
- El garbanzo negro (1948), de José de Lucio
- Marea baja (1948), de Peter Blackmore
- María y José y José María (1949), de Adolfo Torrado
- Fernanda y Fernando Fernández; Francisca Alegre y Olé (1949), de Antonio Lara Tono
- Cuentos y Chismes; Retorcimiento (1949), de Enrique Jardiel Poncela y Antonio Lara Tono
- Sucedió en Buenos Aires (1949), de Pascual Guillén
- Las mujeres decentes (1949), de Víctor Ruiz Iriarte
- ¡Oh, doctor! (1950), de Carlos Llopis
- Su amante esposa (1950), de Jacinto Benavente
- La vida en verso (1951), de Jacinto Benavente
- La reina Clavel (1951), de Luis Fernández Ardavín
- Un día de abril (1952), de Doddie Smith
- La moza de cántaro (1952), de Félix Lope de Vega y Carpio
- Ha llegado don Juan (1952), de Jacinto Benavente
- Le quería demasiado (1952), de Jean Guitton
- Mister Morrison (1952), de Juan Ignacio Luca de Tena
- Fin de siglo (1953), de Enrique Gaspar
- El amor de los cuatro coroneles (1953), de Peter Ustinov
- Otoño del tres mil seis (1954), de Agustín de Foxá
- La hora de la fantasía (1954), de Anna Bonacci
- El cuarto de estar (1954), de Graham Greene
- Clerambard (1954), de Marcel Aymé
- George y Margaret (1955), de Gerald Savory
- La canasta (1955), de Miguel Mihura
- Crimen pluscuamperfecto (1956), de Antonio Lara Tono
- La gran espía (1957), de Adolfo Torrado
- Los tres pequeños (1958), de Alfonso Paso
- Ondina (1958), de Jean Giraudoux
- Alejandro Magno (1958), de Terence Rattigan
- Tus parientes no te olvidan (1959), de Alfonso Paso
- El misterioso señor N (1959), de Carlos Llopis
- Óscar (1959), de Claude Magnier
- Cornejo tiene un complejo (1959), de Francisco García Loygorri
- ¡Clavijo, búscame un hijo! (1959), de Francisco García Loygorri
- El orgullo de Albacete (1959), de Joaquín Abati y Antonio Paso y Cano
- La república de Mónaco (1959), de Joaquín Calvo Sotelo
- Un zumbido en las tinieblas (1960)
- Las tres me quitan el sueño (1960), de Mariano Sánchez Palacios y J. Garrido
- ¡Béseme usted! (1960), de Luis Tejedor y Tristán Bernard
- Eloísa está debajo de un almendro (1961), de Enrique Jardiel Poncela
- El Novio (1961), de Sandy Wilson
- Un tranvía llamado deseo (1961), de Tennessee Williams
- La fiesta de la primavera (1962)
- Buenísima sociedad (1962), de Alfonso Paso
- La bella malmaridada (1962), de Félix Lope de Vega y Carpio
- La loca de Chaillot (1962), de Jean Giraudoux
- La difunta(1962), de Miguel de Unamuno
- La corbata (1963), de Alfonso Paso
- Nos venden el piso (1964), de Alfonso Paso
- El villano en su rincón (1964), de Félix Lope de Vega y Carpio
- Don Juan Tenorio (1964), de José Zorrilla
- Todas somos compañeros (1965), de Jaime de Armiñán
- El zapato de raso (1965), de Paul Claudel
- El alcalde de Zalamea (1965), de Pedro Calderón de la Barca
- Su amante esposa (1966), de Jacinto Benavente
- Víspera de domingo (1967), de Alfonso Paso
- Crimen a la Siciliana (1967), de Jacques Forterie
- La miniviuda (1967), de Juan José Alonso Millán
- El inocente (1968), de Joaquín Calvo Sotelo
- ¿Cómo va la vida? (1968), de Roger Milner
- Galatea (1972), de Josep Maria de Sagarra
- Don Juan o el amor a la Geometría (1972), de Max Frisch
- Diabólica noche de lluvia (1973), de Luis Lucas
- Balada de los tres inocentes (1974), de Pedro Mario Herrero
- Las brujas de Barahona (1992), de Domingo Miras
- Volver a plantar celindas (1993), de Manuel Carcedo Sama

## Cine
- El taxi de los conflictos (1969)
- Bochorno (1963)
- Los pedigüeños (1961)

## Televisión
- Segunda enseñanza 
  - Por David y Goliat (1986)
- Estudio 1
  - El caso de la mujer asesinadita (1979)
  - Las hijas del Cid (1972)
  - La loca de Chaillot (1972)
  - Veinte y cuarenta (1971)
  - Hoy es fiesta (1970)
- Curro Jiménez
  - La mujer de negro (1977)
- Novela
  - Una mujer desconocida (1973)
- Hora once
  - El alegre mes de mayo (1972)
- Teatro de siempre
  - La señorita Cora (1972)
- Teatro catalán 
  - De Nadal a Sant Esteve (1971)
- La casa de los Martínez (1967)
- Estudio 3
  - Las Mojigangas del Señor Director (1965)